# Planet Hulk
(Hulk, Planet Hulk n. 2. Trad. it.: Andrea Plazzi)
Planet Hulk è un arco narrativo scritto da Greg Pak e disegnata da vari artisti, pubblicato all'interno della serie a fumetti  The Incredible Hulk tra il 2006 e il 2007 dalla Marvel Comics.

## Trama
Hulk viene spedito con l'inganno dagli Illuminati nello spazio, in quanto è considerato da loro come una minaccia troppo grande per il genere umano. La sua destinazione finale prevista è un pianeta lussureggiante ma privo di forme di vita intelligenti alle quali Hulk possa nuocere, ma durante il viaggio i colpi del Golia Verde mandano in avaria la navicella e, contrariamente a quanto programmato all'inizio, essa passa attraverso il Grande Portale e atterra su Sakaar, un mondo alieno governato da un imperatore schiavista, il Re Rosso. Appena atterrato sul pianeta, Hulk è fortemente indebolito dal passaggio attraverso il Grande Portale e viene catturato dagli alieni che lo mandano a combattere per l'imperatore nella Grande Arena.
Al Gigante di Giada viene impiantato, così come agli altri gladiatori, un disco dell'obbedienza, una particolare apparecchiatura aliena che lo costringe a battersi contro la sua volontà; infatti, nel caso in cui un prigioniero provasse a ribellarsi, il disco avrebbe rilasciato una terribile scarica elettrica.
Dopo aver vinto un incontro, Hulk affronta il Re Rosso con la sua armatura tecnologica in un duello. Hulk viene sfregiato dall'imperatore (e da qui in poi assume il soprannome di "Sfregio Verde" proprio in riferimento allo sfregio sul suo volto che, di sua spontanea volontà, non intende rimarginare ma assumere come simbolo nella guerra contro il tiranno) il quale viene poi sfregiato a sua volta; per poco il Golia Verde non uccide il Re Rosso, quando la sua guardia personale, una guerriera ombra di nome Caiera, blocca la spada di Hulk.
Hulk, assieme ad un altro alieno insettoide di nome Miek, viene mandato alla Fauce, la scuola più letale per i gladiatori, e viene costretto a lottare contro un mostro di lava ed altri alieni.
I superstiti dello scontro sono Hulk, Miek, un guerriero ombra di nome Hiroim, un membro della Covata, due alieni nativi di quella terra (Elloe Kaifi e Lavin Skee) e Korg, uno dei membri di quella razza di alieni rocciosi che Thor sconfisse ai suoi albori.
Essi formano una vera e propria squadra di compagni d'armi ed in seguito affrontano dei membri condizionati della razza di Korg e delle creature cibernetiche di nome Wildebot.
Dopo l'ultimo scontro i ribelli della resistenza entrano in azione per aiutare Hulk e chiedergli di guidare la ribellione contro l'imperatore.
Durante il successivo combattimento, Lavin Skee viene ucciso. Dato che gli altri sono sempre più vicini all'ottenere la libertà, il luogotenente del re Rosso Caiera li fa combattere contro Silver Surfer, anch'egli controllato da un disco dell'obbedienza. Durante la battaglia Hulk rompe il disco di Silver Surfer, abbattendo l'avversario.
Poi, ripresosi, l'alieno argentato libera tutti quanti dai dischi dell'obbedienza e lascia il pianeta dopo aver offerto un passaggio al Golia Verde il quale, ringraziandolo, declina l'invito. In breve tempo Hulk riacquisisce progressivamente i suoi poteri, salva il pianeta che si stava sfaldando in più parti e sconfigge definitivamente il Re Rosso, appoggiato anche dalla sua ex-guardia Caiera, che in precedenza si era ribellata dopo essersi finalmente resa conto di come l'imperatore in realtà fosse solo uno sfruttatore del suo popolo.
Hulk, dopo aver riportato pace e serenità all'intero pianeta, viene proclamato imperatore e per la prima volta nella sua vita, anziché cacciato ed escluso, sente attorno a sé calore e affetto, provando una sensazione di felicità e appagamento mai provate prima; Caiera inoltre diviene la sua sposa e poco tempo dopo gli annuncia di essere incinta del suo primo erede.
Ma la felicità di Hulk è destinata ad essere di breve durata: l'astronave che lo ha condotto su Sakaar aveva un motore ad energia nucleare, che dopo essere stato sabotato da dei reazionari, scoppia dando vita ad un'esplosione di proporzioni enormi, tanto potente da uccidere metà della popolazione del pianeta, compresa Caiera e il bimbo che portava in grembo.
Dopo tale evento Hulk è distrutto dal dolore e non ha più voglia di vivere, ma il suo sconforto si trasforma in furia cieca verso gli Illuminati, secondo lui colpevoli fin dall'inizio del sabotaggio della navicella e quindi responsabili della morte di così tanti innocenti, oltre che di avere distrutto la serenità che il Golia Verde dopo tante fatiche era riuscito a costruirsi. Grazie all'aiuto dei suoi Fratelli di guerra, che hanno recuperato l'astronave di pietra del popolo ombra, Hulk può finalmente partire verso la Terra per vendicarsi degli Illuminati, dando vita ad un assalto mondiale che darà il via a World War Hulk.

## Altri media

### Cinema
- L'arco narrativo è stato trasposto nel film d'animazione direct-to-video Planet Hulk (2010).
- Il film del Marvel Cinematic Universe Thor: Ragnarok contiene elementi del fumetto Planet Hulk (2017) .[1]

### Televisione
- Parte della storia venne adattata in un episodio di Super Hero Squad Show.